# ヘットシュタット
ヘットシュタット (ドイツ語: Hettstadt) はドイツ連邦共和国バイエルン州ウンターフランケン地方のヴュルツブルク郡の町村（以下、本項では便宜上「町」と記述する）であり、ヘットシュタット行政共同体の本部所在地である。

## 地理
ヘットシュタットはヴュルツブルク郡地方に位置する。マイン川左岸の台地上、マリエンベルク要塞とほぼ同じ高度に位置する町である。

### 自治体の構成
この町は、公式には2つの地区 (Ort) からなる。このうち小集落や孤立農場などを除く集落は首邑のヘットシュタットのみである。

## 歴史
この町は、1158年の売買契約書に初めて記録されている。1170年には司祭所在地であった。ヘットシュタットはヴュルツブルク司教領の一部として1803年にバイエルン大公領に世俗化された。1805年のプレスブルクの和約に基づきトスカーナ大公フェルディナンド3世が創設したヴュルツブルク大公国に移されたが、1814年に最終的にバイエルン王国領となった。普墺戦争に伴うマイン出兵では、1866年7月26日にヘットシュテッター・ヘーフェン周辺で最後の騎兵戦が戦われた。町は第二次世界大戦末期に大部分が破壊された。

### 人口推移
- 1970年 1,804人
- 1987年 2,235人
- 2000年 3,604人
- 2005年 4,050人

## 行政
町長はアンドレア・ローテンブーハー (CSU) である。

### 議会
ヘットシュタットの町議会は町長を含めて17議席からなる。

### 紋章
赤地で、基部に3つの銀の三角模様。その上に銀の後光を背負い銀の衣を羽織った教皇ジクストゥス。金のパリウムと尖ったミトラを身につけ、右手に銀の剣を持っている。左上（向かって右上）には銀の葉と金の房のブドウが一房描かれている。

### 姉妹都市
- Argences（フランス、カルヴァドス県）1987年

## 経済と社会資本

### 交通
公共交通機関はフーベルツ・ライゼン・バス会社によって運営されている。月曜日から金曜日までの12時から16時までは合わせて7本のバス（48系統）がヴュルツブルク中央駅まで運行している。日曜祝祭日はヘットシュタット経由でヴュルツブルクへ行く50系統のバスが3本ある。

### 教育
- 基礎課程学校 1校

## サークル・地域活動
- SGヘットシュタット（サッカー、テニス、空手、体操、陸上競技）
- サイクリングクラブ エーデルヴァイス（一輪車や曲乗りのチームもある）
- 射撃クラブ（弓のチームもある）
- スクウェアダンス・クラブ「フリーントシップ・スクウェアース・ヴュルツブルク」
- ヘットシュタット消防団

## 引用
1. ↑  https://www.statistikdaten.bayern.de/genesis/online?operation=result&code=12411-003r&leerzeilen=false&language=de Genesis-Online-Datenbank des Bayerischen Landesamtes für Statistik Tabelle 12411-003r Fortschreibung des Bevölkerungsstandes: Gemeinden, Stichtag (Einwohnerzahlen auf Grundlage des Zensus 2011)
2. ↑  Bayerische Landesbibliothek Online